# Liste der Bodendenkmäler in Hausen (Rhön)
Auf dieser Seite sind die Bodendenkmäler in der unterfränkischen Gemeinde Hausen zusammengestellt. Diese Tabelle ist eine Teilliste der Liste der Bodendenkmäler in Bayern. Grundlage ist die Bayerische Denkmalliste, die auf Basis des Bayerischen Denkmalschutzgesetzes vom 1. Oktober 1973 erstmals erstellt wurde und seither durch das Bayerische Landesamt für Denkmalpflege geführt wird. Die folgenden Angaben ersetzen nicht die rechtsverbindliche Auskunft der Denkmalschutzbehörde.

## Bodendenkmäler in Hausen
| Lage       | Objekt                                                                                     | Akten-Nr.     | Bild |
| ---------- | ------------------------------------------------------------------------------------------ | ------------- | ---- |
| (Standort) | Wüstung des späten Mittelalters.                                                           | D-6-5426-0005 |      |
| (Standort) | Wüstung „Hauenstein“ der frühen Neuzeit.                                                   | D-6-5426-0006 |      |
| (Standort) | Höhle mit Nutzungshorizonten des Mittelalters und der frühen Neuzeit.                      | D-6-5426-0007 |      |
| (Standort) | Archäologische Befunde des Mittelalters und der frühen Neuzeit im Bereich der Kath. Kirche | D-6-5426-0013 |      |
| (Standort) | Abschnitt einer spätmittelalterlichen bis frühneuzeitlichen Landwehr.                      | D-6-5426-0032 |      |
| (Standort) | Bestattungsplatz mit Grabhügeln vorgeschichtlicher Zeitstellung.                           | D-6-5426-0033 |      |
| (Standort) | Archäologische Befunde des Mittelalters und der frühen Neuzeit im Bereich der Burgruine    | D-6-5526-0004 |      |
| (Standort) | Abschnitte der spätmittelalterlichen bis frühneuzeitlichen Landwehr „Sondheimer Höhl“.     | D-6-5526-0008 |      |
| (Standort) | Archäologische Befunde der frühen Neuzeit                                                  | D-6-5526-0044 |      |